# Новоолександрівка (Межівська селищна громада)
Новоолекса́ндрівка — село в Україні, у Синельниківському районі Дніпропетровської області. Входить до складу Межівської селищної громади. Населення становить 3 особи. До 2017 орган місцевого самоврядування - Райпільська сільська рада.

## Історія
12 червня 2020 року, відповідно до розпорядження Кабінету Міністрів України № 709-р від «Про визначення адміністративних центрів та затвердження територій територіальних громад Дніпропетровської області», увійшло до складу Межівської селищної громади.
19 липня 2020 року, в результаті адміністративно-територіальної реформи і ліквідації Межівського району, село увійшло до складу новоутвореного Синельниківського району.

## Географія
Село Новоолександрівка знаходиться біля витоків річки Ковалиха, за 1 км від села Сергіївка (Покровський район).